# Ingrid Hjelmseth
Ingrid Hjelmseth, född 10 april 1980, är en tidigare fotbollsspelare från Skjetten i Akershus fylke i sydöstra Norge. Hon spelade mellan 2009 och 2019 i Stabæk IF. Hon spelade 138 landskamper för Norge mellan 2003 och 2019.